# エール・カレドニー
エール・カレドニー（フランス語: Air Calédonie）は、フランスの航空会社である。ニューカレドニアに設立された南太平洋のフランス領における国内航空である。略称・通称はAircalである。

## 略歴
ニューカレドニアでの航空の歴史は始まったのは、1954年12月9日のことである。エルベール・クルサン、アンリ・マルティネ、ルイ・エシャンブランネール（2006年3月-6月、同社副最高経営責任者）の3人が、同日、同社の前身、トランスパック社を設立した。同社の目的は、ニューカレドニア本土であるグランドテール島にある首都ヌーメアと、少々離れたイル・デ・パン、ロワイヨテ諸島を結ぶ定期航空便を提供することであった。2人の企業家トム・ジョンストンとウォルター・ヒクソンが彼らを支えた。
同社設立の翌年、1955年9月28日、初飛行が行われた。そのときの航路は、ヌーメア - マレ島 - リフー島 - ヌーメアであった。同フライトに使用した機材は、デ・ハビランド・エアクラフト社製のデ・ハビランド DH.89 ドラゴン・ラピードで、同機は、元戦闘機パイロットによってイギリスから輸送された。
1968年、同社は現在の「エール・カレドニー」となり、同社の持ち株比率は、ニューカレドニア政府が50.28%、ロイヤルティ諸島プロヴァンス政府が43.31%、個人株主が4.32%、エールフランスが2.09%となり、現在に至る。

## 乗り入れ都市

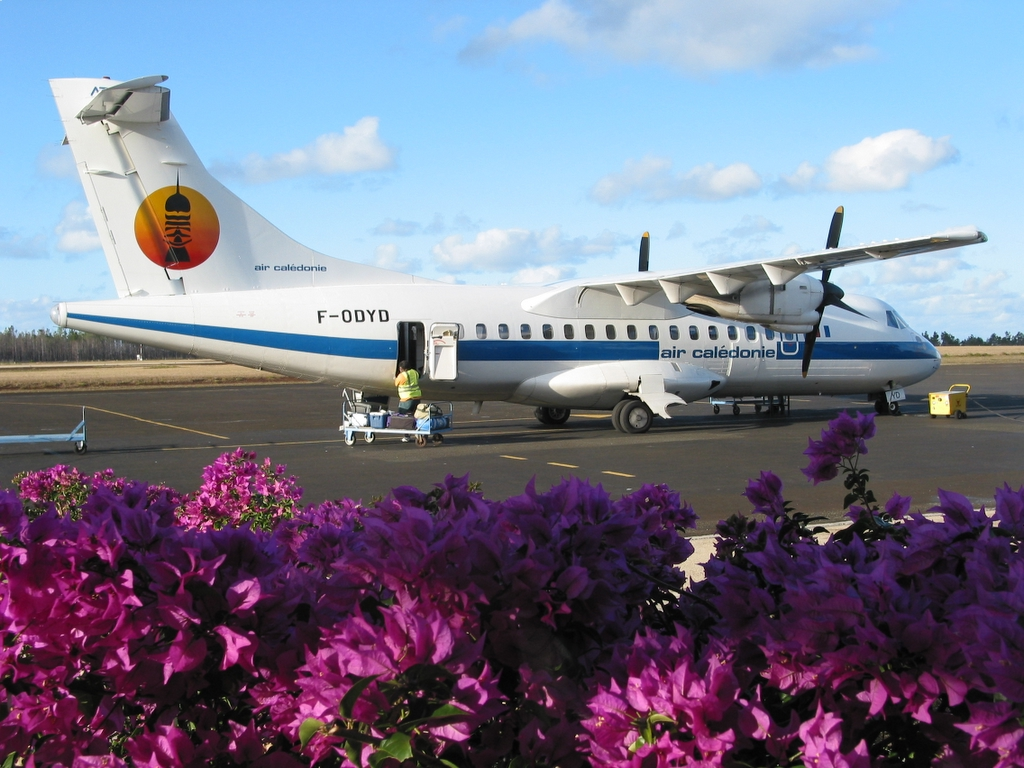
イル・デ・パンムエ空港での同社の旧機種ATR 42-320。

エール・カレドニーは、ヌーメアの国内空港マジャンタ空港を起点に、下記の乗り入れ先へと定期便を運行している。
- イル・デ・パン - ムエ空港
- ウベア （ウベア島、ロイヤルティ諸島） - ウループ空港
- リフー （リフー島、ロイヤルティ諸島） - ワアナム空港
- ティガ （ティガ島、ロイヤルティ諸島）
- マレ （マレ島、ロイヤルティ諸島） - ラ・ロシュ空港
- コネ （プロヴァンス・ノール）
- トゥーオ （プロヴァンス・ノール）
- クーマック （プロヴァンス・ノール）
- ベレップ諸島 （プロヴァンス・ノール） - ワアラ空港（クーマック経由）

## 運航機材
- ATR社 ATR 72-500：3機
- ATR社 ATR 42-500：1機
- ドルニエ社 ドルニエ 228：1機